# Robert Coleman Richardson
Robert Coleman Richardson (26. června 1937, Washington, D.C., USA – 19. února 2013, Ithaca, New York) byl americký experimentální fyzik. Spolu s Davidem Leem a Douglasem Osheroffem v roce 1996 získal Nobelovu cenu za fyziku za objev supratekutosti u izotopu helia 3He, který učinili v laboratoři Cornelovy univerzity v roce 1972.
V roce 1958 získal titul B.S. (bakalář věd) a v roce 1960 titul M.S. (magistr věd) na Virginia Tech. Titul Ph.D. získal roku 1965 na Duke University.
Od roku 1975 byl profesorem fyziky na Cornell University.